# Quentin Blake

Quentin Blake, 2016

Sir Quentin Saxby Blake CH (* 16. Dezember 1932 in Sidcup, London) ist ein britischer Cartoonist, Illustrator und Kinderbuchautor. Er war der erste Preisträger der Auszeichnung Children’s Laureate 1999–2001.

## Leben
Seine ersten Zeichnungen entwarf Blake im Alter von 16 Jahren für die Zeitschrift Punch. Von 1953 bis 1956 studierte er Englische Literatur am Downing College der University of Cambridge und anschließend an der University of London sowie an der Chelsea School of Art. Am Royal College of Art erlangte er einen Diplom-Abschluss.
Quentin Blake hat sich ein Renommee als Fantasy- und Kinderbuch-Illustrator verschafft und illustrierte über 300 Bücher. Insbesondere seine Zeichnungen für die Erzählungen von Roald Dahl sind international bekannt geworden. Überdies verfasste Quentin Blake neben seiner Zusammenarbeit mit Dahl auch eigene Bücher. Seine Zeichentechnik besteht aus einem flüchtig-schnellen, aber präzisen Strich. Die Federzeichnungen koloriert er anschließend mit Wasserfarben. Die Spontaneität seiner Zeichnungen macht Quentin Blakes visuelle Handschrift unverwechselbar.

## Preise und Auszeichnungen
Blake wurde für mehrere Preise nominiert. 
- 1980 wurde er für Mr. Magnolia mit der Kate Greenaway Medal ausgezeichnet.
- 2002 erhielt er den Hans Christian Andersen-Preis für seine Kinderbuch-Illustrationen.

Nach ihm wurde 1992 die Quentin-Blake-Grundschule in Berlin-Dahlem benannt.

## Werke
als Autor und Illustrator
- Patrick. Jonathan Cape, London 1968, ISBN 0224614630
- Zagazoo. Jonathan Cape, London 1998, ISBN 022404723X

### Illustrationen
von Roald Dahl
- Das riesengroße Krokodil. Rowohlt, Reinbek bei Hamburg 1978, ISBN 3-498-01227-4.
- Die Giraffe, der Peli und ich. Diogenes, Zürich 1986, ISBN 3-257-00667-5.
- Charlie und die Schokoladenfabrik. (Originaltitel: Charlie and The Chocolate Factory. übersetzt von Inge M. Artl, Verse von Hans Georg Lenzen) Rowohlt, Reinbek bei Hamburg 2003, ISBN 3-499-21211-0. (= rororo Rotfuchs, Band 21211)
- James und der Riesenpfirsich. Rowohlt, Reinbek bei Hamburg 2001, ISBN 3-499-21183-1.
- Danny oder Die Fasanenjagd. Originaltitel: Danny - The Champion of The World. übersetzt von Sybil Gräfin Schönfeldt Süddeutsche Zeitung, München 2010, ISBN 978-3-86615-813-9.
- Die Zwicks stehen Kopf. Rowohlt, Reinbek bei Hamburg 1997, ISBN 3-499-20609-9.
- Charlie. Zwei Abenteuer in einem Band (Übersetzt von Inge M. Artl, Hans Georg Lenzen, Adolf Himmel, Roswitha Fröhlich) Rowohlt, Reinbek bei Hamburg 2008, ISBN 978-3-499-21434-9. (= rororo rotfuchs. Band 21434)

von John Yeoman
- Katz und Mäuse. Maier, Ravensburg 1982, ISBN 3-473-38788-6.
- Das Alibaba Buch der Rekorde. (von Quentin Blake & John Yeoman, übersetzt von Hans Schumacher), Alibaba, Frankfurt am Main 1991, ISBN 3-992723-98-5.

weitere Autoren
- Russell Hoban: Super-Drache. Maier Verlag, 1983, ISBN 3-473-39670-2.
- Joan Aiken: Mortimer und das Schwert Excalibur. Fischer-Taschenbuch-Verlag, Frankfurt am Main 1994, ISBN 3-596-80018-8.
- Sylvia Plath: The It-Doesn’t-Matter-Suit. St. Martins Press, 1996, ISBN 0-312-14189-0.
- David Walliams: Kicker im Kleid (Originaltitel: The Boy in The Dress, übersetzt von Dorothee Haentjes) Aufbau, Berlin 2010, ISBN 978-3-351-04124-3.

### Texte und Illustrationen
- Komm, Tom! Übersetzt von Rolf Inhauser. Aare, Aarau 1994, ISBN 3-7260-0414-9. (Originaltitel: Simpkin)
- Clown. Gerstenberg, Hildesheim 1997, ISBN 3-8067-4194-8.
- Das grüne Schiff. Übersetzt von Christiane Filius-Jehne. Gerstenberg, Hildesheim 1998, ISBN 3-8067-4264-2. (Originaltitel: The green ship)
- 1,2,3 wo ist der Papagei? Gerstenberg, Hildesheim 2000, ISBN 3-8067-4309-6. (Originaltitel: Cockatoos)
- Zeichnen für verkannte Künstler. Übersetzt von Ruth Keen. Antje Kunstmann, München 2010, ISBN 978-3-88897-690-2 (Originaltitel: Drawing for the Artistically Undiscovered, mit John Cassidy).